# Verhäuslichte Kindheit
Der Begriff verhäuslichte Kindheit bezeichnet eine Lebenssituation von Kindern, die ihre Kindheit vorrangig im häuslichen Bereich oder in geschlossenen Räumen verbringen. Die Pädagogik und die sozialwissenschaftliche Kindheitsforschung bezeichnen eine Entwicklung zu einer verhäuslichten Kindheit, die zum Teil in modernen Gesellschaften und vor allem in Städten zu beobachten sei, als die Verhäuslichung der Kindheit.
Es werden mehrere mit der Verhäuslichung in engem Zusammenhang stehende Tendenzen beobachtet: eine Zunahme der mit Massenmedien wie Fernsehen oder Computer verbrachten Freizeit von Kindern (Mediatisierung der kindlichen Lebenswelt), eine wesentliche Rolle institutionalisierter Betreuung (Institutionalisierung) und eine Aufsplittung in einzelne Lebensräume, die durch Kinder nicht selbständig erreicht werden können (Verinselung).
Zusammengenommen spricht man von einer „Verhäuslichung“, „Verinselung“ und „Institutionalisierung“ von Kindheit.
Ursachen dieser Phänomene werden im soziokulturellen, sozio-politischen und sozio-ökonomischen Wandel sowie in der demografischen Entwicklung identifiziert.
Wissenschaftliche Untersuchungen Anfang des 20. Jahrhunderts konnten die Theorie einer verhäuslichten, institutionalisierten und sozial verarmten Kindheit, wie sie vor allem für Großstadtkinder als gültig angenommen wurde, nicht bestätigen. Auf Basis von Auswertungen der Studie „Was tun Kinder am Nachmittag?“ des Deutschen Jugendinstituts wurde festgestellt, dass sich eine Mehrheit der Kinder allen Umständen zum Trotz täglich oder zumindest mehrmals in der Woche draußen aufhalte. Auch Distanzen würden vorwiegend „eigentätig“ im Sinne von zu Fuß oder mit dem Fahrrad, zurückgelegt.
Allerdings zeigte eine neuere Studie von Pro Juventute, dass Kinder in der Schweiz durchschnittlich 47 Minuten pro Tag draußen und davon gerade mal 29 Minuten selbstständig und unbeaufsichtigt spielen.